# Deportes Quindío
Deportes Quindío es un club de fútbol con sede en la ciudad de Armenia, en la región del Eje cafetero en Colombia. Fundado el 8 de enero de 1951, actualmente participa en la Categoría Primera B del fútbol colombiano. Desde 1988, el equipo juega sus partidos de local en el Estadio Centenario. Anteriormente, utilizaba como campo principal el Estadio San José, desde su fundación en 1951 hasta 1987.
El club ostenta un título de Primera División obtenido en el campeonato de 1956, hecho significativo considerando que en ese entonces la ciudad de Armenia aún no era capital departamental, siendo aún el único equipo campeón proveniente de una ciudad no capital.
Deportes Quindío disputa el Clásico Cafetero contra el Once Caldas y el Deportivo Pereira, reflejando su arraigo histórico en el eje cafetero y la segregación del Viejo Caldas en 1966, que avivó la rivalidad entre estos equipos pertenecientes al antiguo departamento. A nivel internacional, participó en dos ediciones de la extinta Copa Conmebol.

## Historia

### Creación del club y primer título nacional (1951-1956)
El equipo de la ciudad de Armenia se inició de una forma curiosa y original al decidir un grupo de altas personalidades de la entonces cola del Viejo Caldas crear un equipo de fútbol que representara los intereses de la ciudad y sus alrededores. En plena época de El Dorado, un equipo desde argentina se conformó por jugadores de la ciudad de Rosario (de los clubes Atlanta, Tiro Federal, Newell's Old Boys y Rosario Central) para venir de gira por Colombia bajo el denominado Rosario Wanders que, luego de ser comprado a los argentinos por 50 mil pesos de la época, se convirtió en el Deportes Quindío.
La primera nómina la integraron los argentinos: Cuello, Bianchi, Maffei, Tissera, Sánchez, González, Lombardo, Carugno, Belén, Cazaubón, Gómez, Alarcón, La Spina, Garelli, Mandarini, Urruti y José «El Próspero» Fabrini, quien oficiaba como director técnico. Su estreno oficial se cumplió en Bogotá, frente al equipo de la Universidad Nacional, en el estadio Alfonso López Pumarejo de la Ciudad Universitaria de Bogotá. Con un gol solitario de Alfredo La Spina bastó para la victoria y un considerable recibimiento, al regresar, desde el aeropuerto El Edén, hasta las calles de Armenia.
El lunes 19 de marzo de 1951 —festivo de San José— en un terreno acondicionado como estadio en sólo 90 días, fruto de una acción comunal, Deportes Quindío jugó su primer partido como local, frente al Deportes Caldas, campeón del año anterior al cual derrotó por 3-1. Esa tarde, en el Estadio San José, Roberto Segundo Urruti Barales, más conocido como «Benitín» Urruti, auténtica reliquia del fútbol quindiano, anotó dos goles y el tercero a cargo de Mario Garelli. Mayúscula sorpresa para los aficionados y la crónica deportiva.
En 1953 la Alcaldía de Armenia decidió cambiar el nombre del equipo y figurar en dicho campeonato como el Atlético Quindío, que incluyó a los primeros criollos en su nómina: «Manco» Gutiérrez, Alejandro Carrillo, y Álvaro Lahidalga.
Luego de 2 quintos puestos (1951, 1952); 2 subcampeonatos (1953, 1954) y un tercer lugar en 1955; en el sexto año de vida futbolística el equipo milagro logró su primer y hasta ahora única corona al proclamarse campeón del Campeonato colombiano de 1956, La Dimayor dispuso para los primeros días de abril el inicio de dicho campeonato nacional y como era costumbre en esos días, antes de comenzar el campeonato se jugaban copas con equipos internacionales que venían de otros países sudamericanos y de Europa. En Bogotá se jugó la «Copa Cicrodeportes», que reunía a las escuadras bogotanas de Santa Fe, Millonarios (candidato al título) y el Barcelona de Guayaquil. En este campeonato corto, Quindío venció a Santa Fe 3-1, empató con Millonarios 1-1 y derrotó 4-2 al Barcelona coronándose campeón del mismo contra todo pronóstico, este sería el pre-aviso de lo que fuere el torneo.
El equipo Milagroso, habitualmente conformado por Julio César Asciolo; Manuel Dante Pais, José Francisco Lombardo, Nelson «El Viejito» Vargas, Ricardo «El Pibe» Díaz, Álvaro Lahidalga; Alejandro Carrillo, Jaime «El Manco» Gutiérrez, Francisco Solano Patiño, Alejandrino Génes y Roberto «Benitín» Urruti, ostenta hasta nuestros días, el hecho de ser el único campeón del fútbol profesional colombiano con sede en una ciudad no capital, pues en 1956 la denominada Ciudad Milagro no había sido erigida capital, ya que el departamento del Quindío fue constituido diez años después, en 1966.

### Décadas de cambios y supervivencia (1957-1998)
Al año siguiente el equipo tuvo problemas para armarse y acabó en el sexto puesto. Desde el título el equipo entró en crisis y deambuló en posiciones discretas hasta que en 1964 terminó en el cuarto lugar. Por esa época se armó la ‘llave negra’ Edison Angulo y Jorge Gallego, los resultados siguieron discretos y a los diez años de celebrada la primera estrella el equipo remató último entre los catorce participantes del torneo.
El Quindío pese a sus crisis económicas es de los pocos equipos que desde su aparición en el profesionalismo colombiano en 1951 no ha tenido recesos, su momento desfalleciente lo vivió en 1968 cuando debió vender a sus jugadores importantes para pagar deudas y los dirigentes incapaces de continuar resolvieron entregar el equipo a la alcaldía para que el burgomaestre decidiera el futuro del equipo, el alcalde Alberto Gutiérrez, consiguió créditos, tocó las puertas de particulares y empresas privadas y se hizo el milagro, de conservar la representación quindiana además de un reconfortante tercer lugar en el Finalización 69, dirigía Julio Agresta y en esos días ocurrió la vinculación de uno de sus electos más famosos de todos los tiempos el arquero argentino Carlos Medrano que se ganó el título de Antipenal por la gran cantidad de penaltis que atajó en Colombia.
En los años 70 hubo campañas irregulares, pero en 1976 clasificó al Hexagonal final aunque terminó en sexto puesto, en 1981 dirigido por Óscar Ramos, ganó el Torneo Finalización e ingreso a la liguilla final; en 1985 dirigido por Luis Augusto García se logró una revitalizante campaña que condujo al cuadro a rematar cuarto en el torneo finalización y se vincularon jugadores como Campagna, Taverna y Lugo, en 1986 el equipo logró una nueva clasificación a la final acabando en la Sexta colocación en 1988 vuelve a la gran final pero termina 7.º
Más tarde, ya en la década del noventa y para recordar aquella campaña del Segundo Semestre de 1996-97, guiado por el colombo-argentino Oscar Héctor Quintabani, el Quindío vivió tal vez el último y gran sueño, siendo la revelación y el protagonista del torneo en la búsqueda de la segunda estrella, la misma que se fue en escasos segundos frente a Atlético Bucaramanga, pero que dejó sembrada la ilusión. En esa memorable campaña no se puede olvidar a Daniel Tílger, Jorge Victoria, Juan Guillermo Villa, Carlos Ortiz, Daladier Ceballos, Plácido Bonilla, Álex Posada Miguel Marrero y Rubén Darío Hernández.
En la temporada 1998 clasifica a las semifinales pero acaba en 6.º puesto y además de participar por primera vez en la historia en un torneo internacional oficial la Copa Conmebol 1998 en la que derrotó a Deportivo Italia en octavos de final (4-3) para luego caer con Sampaio Correa de Brasil en Cuartos (2-0), al año siguiente repite actuación en dicho certamen pero no pasa de octavos de final luego de caer en definición por penales ante Estudiantes de Mérida (5 a 3).

### La era Hernando Ángel, descensos y declive (1999-actualidad)
En 1999 un terremoto azotó a Armenia y la vieja casa del Quindío, el Estadio San José, tuvo que ser demolido. La temporada siguiente en el año 2000 el Milagroso vivió uno de sus momentos más difíciles al descender en la lucha con el equipo Deportivo Pasto ya que faltando una fecha para concluir el campeonato el equipo perdió 3-0 ante Deportes Tolima en el Estadio Manuel Murillo Toro y el Deportivo Pasto le ganó 4-2 a Atlético Nacional en el Estadio Departamental Libertad, sin embargo, 10 meses después y de la mano del entrenador Eduardo Lara en el año 2001 durante el marco de la celebración de los 50 años del Deportes Quindío el Milagroso regresó a la Máxima Categoría del Fútbol Colombiano al vencer al Deportivo Rionegro, Unión Magdalena y Bogotá Chicó. Las campañas del equipo en la primera década del siglo XXI (2002, 2003, 2004, 2005, 2006, 2007 y 2009) fueron desfavorables ya que el equipo cuyabro evitaba salvarse de descender a la Segunda División o jugar la serie de promoción y desde la temporada 2002 la Primera División había aumentado de 16 a 18 equipos y estuvo cerca de clasificar en algunos torneos a los cuadrangulares semifinales tanto así que hasta el Torneo Apertura 2008 consiguió su primera participación en un cuadrangular semifinal de la mano de su técnico el matemático Néstor Otero y con la destacada actuación de Iván Velásquez que se consolidó como Botín de oro. En el 2010, luego de una decepcionante campaña en el Torneo Apertura, donde se ubicó en el último lugar de la tabla de posiciones, y tras la llegada de Fernando Castro al banco cuyabro, el equipo logró reponerse, y en el segundo semestre, fue protagonista y hasta jugó de local al igual que el Deportivo Pereira y América de Cali en el Estadio Santa Ana de Cartago, Valle del Cauca, llegando a los cuadrangulares semifinales del Torneo Finalización 2010 donde integró el Grupo B y enfrentó a los equipos Once Caldas, Atlético Nacional y Cúcuta Deportivo.
En el 2011, el Deportes Quindío protagonizó en ambos torneos, pero quedó en las puertas de la clasificación a los cuartos de final; el equipo de Armenia empezó el torneo apertura 2012 con invicto de 13 fechas sin perder como local en el rentado nacional, lo que lo convirtió en uno de los equipos más fuertes de la liga jugando en esa condición. Sin embargo, para la temporada 2012 inició con 90 puntos en la tabla del descenso, a sólo cuatro unidades del colero Real Cartagena, lo que colocó en riesgo de perder la categoría. Al final del año, el propietario del club, Hernando Ángel, destituyó al técnico Fernando 'El Pecoso' Castro por "malos resultados".
En el Torneo Apertura 2011, en la fecha 11 el equipo jugó frente a Millonarios Fútbol Club con jugadores juveniles y ese día perdió en el Estadio Nemesio Camacho El Campín por goleada 5-0. Para la temporada 2014 se esperaba un cambio de propietario ya que Hernando Ángel puso a la venta la ficha del club en 5.000 millones de pesos. En el 2013, tras hacer un pobre Torneo Apertura y Torneo Finalización descendió a la Categoría Primera B.
En la Temporada 2014, en el Torneo Apertura, clasificó entre los ocho pero quedó eliminado en cuartos de final por el equipo América de Cali. En el Torneo Finalización el equipo clasificó de nuevo y llegó a la final, donde enfrentó al equipo Deportivo Rionegro y quedó campeón del Torneo Finalización, clasificando a la Gran Final de la temporada 2014 por el ascenso Directo a la Categoría Primera A. En la Gran Final enfrentó a Jaguares de Córdoba; en el partido de ida gana 2-0, pero en el de vuelta el equipo de Montería remonta el marcador ganando 3-0 y logra el ascenso para la Temporada 2015. En la Serie de Promoción enfrentó al equipo Uniautónoma F. C.; el partido de ida en Armenia queda 0-0 y el resultado de vuelta Barranquilla queda 2-0 a favor de Uniautónoma F. C.
En los Cuadrangulares de Ascenso 2015 el equipo enfrentó en el Cuadrangular A a los equipos de Cúcuta Deportivo, Atlético Bucaramanga y Real Cartagena. En el partido decisivo enfrentó a Cúcuta Deportivo con el cual empató 3-3; en este partido hubo una polémica mano del futbolista Marco Lazaga. Al final del partido ambos equipos empataron en puntos, pero la diferencia de gol favoreció al Cúcuta Deportivo.
En la temporada 2015, el equipo quedó noveno del todos contra todos, no clasificando para los cuadrangulares de final de año. En la temporada 2016, el equipo tuvo que luchar para clasificar a la instancia final, donde enfrentó a América de Cali, Real Cartagena y Universitario Popayán. En la última fecha se jugaba el ascenso en el Estadio Olímpico Pascual Guerrero de la ciudad Cali frente al América de Cali; al equipo le servía un empate, pero perdió 2-1.
En la temporada 2017, en el Torneo Apertura, el equipo clasificó segundo del todos contra todos, quedando eliminado en semifinales por el Real Santander en definición por penaltis y en el segundo semestre quedó eliminado en cuartos de final por Llaneros. En la temporada 2018, llegó hasta los cuadrangulares finales, donde quedó eliminado en el grupo B por el Unión Magdalena. En el primer semestre de la temporada 2019, clasificó a los cuadrangulares, al quedar segundo del todos contra todos, y después queda tercero del grupo B, en el segundo semestre quedó primero del todos contra todos y luego queda cuarto del grupo A.

#### Era Quintabani y fugaz paso en Primera
El 6 de diciembre de 2019 el argentino Oscar Héctor Quintabani asumió por segunda vez en su carrera la Dirección Técnica del club para iniciar la temporada 2020. En este año el equipo quedó tercero en el Torneo de Ascenso con 30 puntos y en cuadrangulares quedó segundo del Grupo B siendo superado por el Atlético Huila que después ganaría el campeonato. En la temporada 2020 no hubo ascenso a la primera división; y en la temporada 2021-I se disputó la segunda parte del campeonato donde el Deportes Quindío terminó tercero con 25 puntos; en los cuadrangulares quedó primero del Grupo B con 16 puntos superando a Valledupar F. C.; Unión Magdalena y Atlético. El club logró ganar el torneo al vencer en la final al Cortuluá; esto le dio un cupo a la Gran Final contra el Atlético Huila; aunque el equipo perdió la final 0-2 en el global, terminó primero en la tabla de reclasificación con 89 puntos, lo que significó el ascenso de ambos clubes a la Primera División.

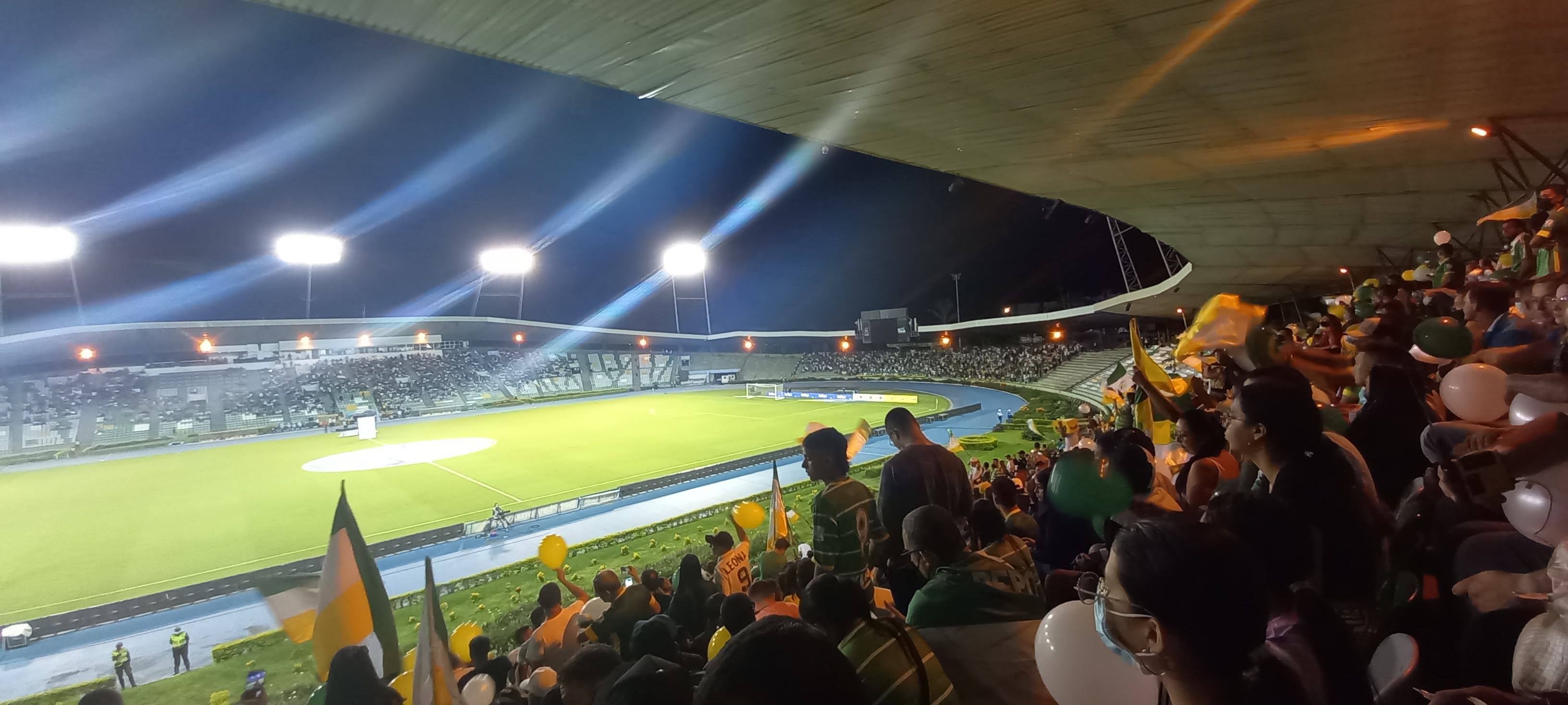
Deportes Quindío vs. Santa Fe por la fecha 17 del Torneo Finalización 2021, disputado en el Estadio Centenario.

Luego de siete años y medio el Deportes Quindío volvió a disputar un partido en Primera División, en el Torneo Finalización de 2021; el primer rival fue Jaguares al que venció por 2-0 en el Estadio Centenario. Debido al reordenamiento del calendario del FPC a causa de la Pandemia de COVID-19, el Torneo Finalización sirvió para definir a los dos equipos descendidos de la temporada. El club terminó en el puesto 16 del Torneo Finalización, con 6 partidos ganados; 4 empatados y 10 perdidos, el promedio lo condenó al tercer descenso en su historia.
En la temporada 2022, compitiendo nuevamente en Segunda División, el equipo terminó tercero en el Torneo Apertura, en cuadrangulares enfrentó y eliminó a los tres equipos bogotanos del grupo B: Fortaleza CEIF, Bogotá F. C. y Tigres F. C. En la final se enfrentó a Boyacá Chicó empatando el global 2-2 y cayendo derrotado en casa en la tanda de penaltis. En el Torneo Finalización terminó segundo, pero en cuadrangulares no logró ganar su grupo quedando segundo, eliminado por el Atlético Huila. Al final de temporada el club terminó primero en la tabla de reclasificación y accedió al partido de repechaje por el segundo ascenso enfrentando al Atlético Huila, el equipo cayó 1-2 en el global y no logró el ascenso.

#### Irregularidad en el Torneo de Ascenso (2023-presente)
En la temporada 2023, el club clasificó a los cuadrangulares del Torneo Apertura, pero fue eliminado. En el Torneo Finalización no superó la fase de todos contra todos. Durante la temporada 2024, logró avanzar a los cuadrangulares tanto en el Apertura como en el Finalización, aunque no alcanzó la final en ninguno de los dos torneos. Más recientemente, en la temporada 2025, quedó eliminado del Torneo Apertura en la fase de todos contra todos, ocupando la duodécima posición con catorce puntos.

## Símbolos

### Escudo
En sus inicios el club utilizó de escudo un triángulo invertido con la bandera de Armenia de fondo y las iniciales D. Q., una sobre otra. En 1967 se cambió a uno de los escudos más recordados por toda la afición del cuadro Milagroso, consistía en escudo tipo Piel de toro (diseño que se conserva en la actualidad) con el fondo de la bandera de Armenia; la estrella del título de 1956 en color blanco y en el centro, la palabra arqueda y en mayúsculas QUINDIO. 
|           |           |           |           |                |
| 1951-1966 | 1967-1985 | 1986-2001 | 2002-2016 | 2017- presente |

En 1986, en vísperas del centenario de la fundación de la ciudad de Armenia, el escudo y nombre del club fueron modificados, adoptando el título de «Corporación Centenaria Deportes Quindío» (CCDQ). El diseño mantuvo su tipografía característica, pero incluyó las iniciales ccdq en minúsculas, representando granos de café con los colores de la bandera del Departamento del Quindío. Dentro del balón se destacó la estrella del título obtenido en 1956, y debajo se incluyó el nombre «DEPORTES QUINDÍO» en mayúsculas. En la parte superior se añadió la inscripción «CORPORACIÓN CENTENARIA».
En 1996, se simplificó el escudo eliminando la palabra «Centenaria», lo que le dio un diseño más limpio. Desde entonces, la estrella del título de 1956 se ubicó sobre el escudo, inicialmente en color amarillo, y a partir de 2015, en color rojo. Finalmente, en 2017, se retiró la palabra «Corporación» y se destacó el nombre del club en la parte superior: DEPORTES QUINDÍO. Las iniciales dq en minúsculas permanecieron, manteniendo la representación de la bandera del Quindío.

### Mascota
En 2024 la Universidad EAM de Armenia fue comisionada por el Deportes Quindío para colaborar en la creación, conceptualización y presentación de la nueva mascota del equipo.[cita requerida]

## Indumentaria
El uniforme del Deportes Quindío se caracteriza por reflejar los colores distintivos de la ciudad de Armenia. Históricamente, la camiseta del equipo ha lucido el verde esmeralda, complementado con una "V" amarilla estampada en el pecho. Además, suele acompañarse de una pantaloneta blanca o verde. A lo largo de su historia, se han presentado algunas variaciones en el diseño, como la ausencia de la "V" en el pecho, siendo reemplazada por franjas amarillas a los costados.
|  | Primero (1951) | (Ver evolución) | Actual (2024-25) |  |

## Estadio

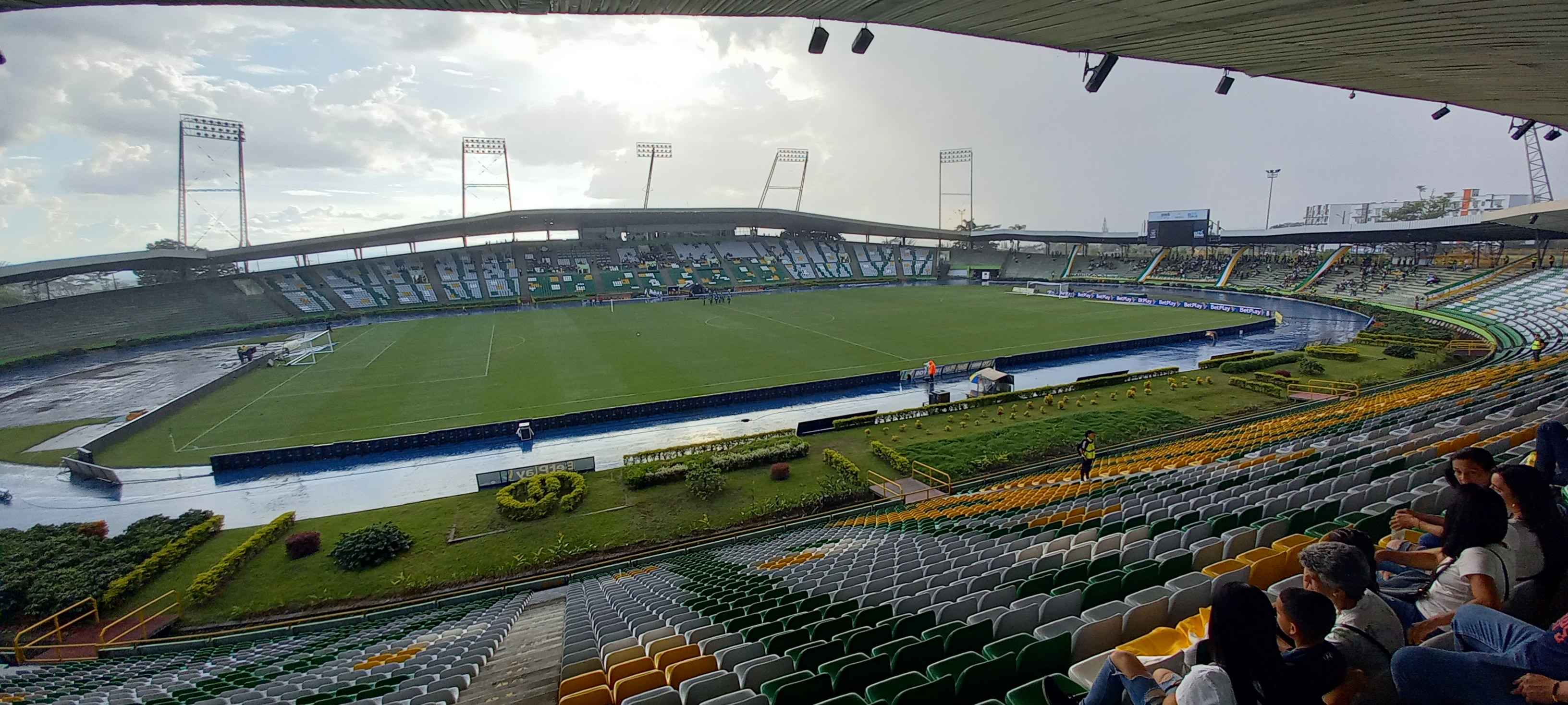
Vista del Estadio desde la tribuna Suroriental.

El Estadio Centenario fue inaugurado en 1988 y recibe su nombre en honor a los 100 años de la ciudad de Armenia, fundada en 1889, convirtiéndose en el principal escenario deportivo del área. Para su inauguración se organizó el torneo internacional Copa Centenario de Armenia, con los equipos nacionales de Colombia, Chile y Perú, cuenta con capacidad para 20 716 espectadores, luego de la reforma realizada para la Copa Mundial de Fútbol Sub-20 de 2011. Sirve para los partidos de local del Deportes Quindío. También fue sede de la Copa América 2001; los Juegos Bolivarianos 2005 y el Campeonato Sudamericano Sub-20 de 2005. Es llamado el Jardín de América, debido a su belleza y abundancia de jardines en su interior.
Cabe mencionar, que el primer estadio donde los Cuyabros hicieron de local fue el San José desde 1951 hasta 1988, que luego del terremoto de Armenia de 1999 quedó en ruinas.

## Datos del club
- Puesto histórico: 12.º
- Temporadas en 1.ª: 75 (1951-2000, 2002-2013, 2021-II).
- Temporadas en 2.ª: 13 (2001, 2014-2021-I, 2022-actualidad).
- Mejor puesto en la liga: 1.º (1956).
- Mejor puesto en el torneo de ascenso: 1.º (2001).
- Peor puesto en la liga: 18.º (2000, 2003-I, 2010-I y 2013-II).
- Peor puesto en la tabla general del torneo de ascenso: 9.º (2015).
- Mayor goleada conseguida:
  - 1-11 contra Deportivo Samarios el 9 de noviembre de 1952.[135]
  - 7-1 contra Deportivo Pereira el 13 de mayo de 1956.
  - 2-7 contra América de Cali el 25 de mayo de 1958.
  - 6-1 contra Millonarios el 26 de agosto de 2007.[136][137]
  - 6-1 contra Valledupar F. C. el 29 de octubre de 2017.[138]
  - 5-0 contra Real Cartagena el 12 de abril de 2022.[139]

- Participación internacional:
  - Copa Conmebol (2):
    - Cuartos: 1998
    - Octavos: 1999
- Máximo goleador: Roberto «Benitin» Urruti (91 goles).[140]
- Más partidos jugados: Jorge 'Hacha' Bermúdez (608 partidos).[140]
- Mayor invicto: 14 fechas en el Campeonato 1992.[141]

### Participaciones internacionales
| Competición       | Año de participación |
| ----------------- | -------------------- |
| Copa Conmebol (2) | 1998, 1999.          |

## Jugadores

#### Plantilla 2025-II
- Los equipos colombianos están limitados a tener en la plantilla un máximo de cuatro jugadores extranjeros. La lista incluye sólo la principal nacionalidad de cada jugador.

#### Altas y bajas segundo semestre
| Altas              | Altas          | Altas               | Altas  |
| Jugador            | Posición       | Procedencia         | Tipo   |
| ------------------ | -------------- | ------------------- | ------ |
| Joao Rodríguez     | Delantero      | PSKC Cimahi         | Libre. |
| Andrés Carabalí    | Delantero      | Jaguares de Córdoba | Libre. |
| José David Lloreda | Delantero      | Real Estelí         | Libre. |
| John Wilmar Arango | Centrocampista | Boyacá Chicó        | Libre. |
| Yosimarc Torres    | Centrocampista | Real Cartagena      | Libre. |
| Darwin Palomeque   | Defensa        | Unión Magdalena     | Libre. |

| Bajas            | Bajas          | Bajas          | Bajas            |
| Jugador          | Posición       | Destino        | Tipo             |
| ---------------- | -------------- | -------------- | ---------------- |
| Rodrigo Bernal   | Delantero      | Agente libre   | Fin de contrato. |
| Derlys Cabañas   | Delantero      | Rubio Ñu       | Fin de contrato. |
| Juan Caviglia    | Centrocampista | Agente libre   | Despido.         |
| Jhon Velásquez   | Centrocampista | Fortaleza CEIF | Fin de contrato. |
| Sebastián Yabur  | Centrocampista | Agente libre   | Fin de contrato. |
| Mateo Velasco    | Centrocampista | Agente libre   | Fin de contrato. |
| Kleimar Mosquera | Centrocampista | Cibao F. C.    | Fin de contrato. |
| Eduar Caicedo    | Defensa        | Agente libre   | Fin de contrato. |

#### Extranjeros
- Jugadores en negrilla pertenecen al plantel actual 2025.

| Nacionalidad      | N.º | Jugadores |
| ----------------- | --- | --- |
| Argentina         | 73  | Elger Alarcón, Enrique Maffei, Manuel Dante País, Francisco Lombardo, Roberto Urruti, Orlando Cuello, Eduardo La Spina, Américo Tissera, Alberto Cazaubón, Wálter Marcolini, Onofre Benítez, Mario Juan Garelli, Julio Asciolo, Vito Bártoli, Oscar Pianetti, Apolonio Vairo, Jacinto Merayo, Eugenio Casali, Eduardo Cassi, Carlos Medrano, Juan Ruiz Moreno, Carlos Eugenio Montalvo, José Luis Cruz, César Saita, José Carpene, Alberto Coria, Héctor López, Óscar Espindola, Rubén Díaz, Miguel Ángel Manzi, Luis Gerónimo López, Carlos Lancellotti, Eduardo Foressi, Jorge Taverna, Juan Sen, Darío Campagna, Roberto Zárate, Ariel Are, Luis Erramuspe, Lorenzo Frutos, Claudio Alberto Galvigni, Juan Carlos Maciel, Carlos Prono, Maximiliano Cincunegui, Néstor Lo Tártaro, Daniel Tílger, Emilio Bihurret, Daniel Barreto Peralta, Andrés Garrone, Fernando Aníbal Pérez, Lucas Ferreiro, Cristian Dadeguerre, Samuel Cappa, Leonardo Torrico, Darío Figueroa, Mauro Grassano, Walter Gigena, Cristián Chaparro, Marcos Garrido, Marcelo Leal, Román Díaz, Arnaldo Quiroga, Manuel Baigorria, Adrián Aranda, Alexis Bravo, Andrés Formento, Alexander Corro, Andrés Colombo, Diego Sevillano, Walter Cubilla, Jonathan Figueira, Gonzalo Baglivo y Juan Caviglia. |
| Paraguay          | 16  | Eliseo Insfrán, Julio Gómez, Francisco Solano, Pánfilo Escobar, Alejandrino Genes, Alfredo Jara, Carlos Villagra, Diego Martínez, Oscar Espínola, Nicolás Martínez, Diego Areco, Marcelo Villamayor, Pablo Fernández, Bonifacio Roa, Rodrigo Ramón Bernal y Derlys Cabañas |
| Uruguay           | 11  | Marcos Bassini, Rubén Cantera, Nelson Silva Pacheco, Martín Barlocco, José Luis Tancredi, Gustavo Biscayzacú, Martín Morales, Jonathan Deniz, Aníbal Hernández, Pablo Betancur y Jonathan Cubero. |
| Brasil            | 9   | Richard Caldeira, Leonardo dos Santos, Marco 'Marquihno' Cardozo, Márcio Cruz, Ronaille Calheira, André Vieira, Patrick Texeira, Homero Nivaldo y Lafaite da Silva. |
| Perú              | 3   | Alfredo Huaranga Daga, Jorge Barreto, Abel Augusto Lobatón. |
| Panamá            | 2   | Víctor Mendieta Jr. y Ricardo Buitrago. |
| México            | 2   | Omar Santacruz y Mario García. |
| Venezuela         | 2   | Raúl Vallona, Carlos Sosa |
| Estados Unidos    | 1   | Francisco Navas. |
| Bolivia           | 1   | Pablo Salinas. |
| Chile             | 1   | Carlos Molina. |
| Ecuador           | 1   | Jean Carlos Quiñónez. |
| Camerún           | 1   | Oyié Flavié. |
| Guinea Ecuatorial | 1   | Dio. |

#### Récords
| Máximos goleadores | Máximos goleadores | Máximos goleadores | Más partidos disputados | Más partidos disputados | Más partidos disputados |
| ------------------ | ------------------ | ------------------ | ----------------------- | ----------------------- | ----------------------- |
| 1                  | Roberto Urruti     | 91 goles           | 1                       | Jorge 'Hacha' Bermúdez  | 608 partidos            |
| 2                  | Jaime Gutiérrez    | 70 goles           | 2                       | Jorge Ramírez           | 340 partidos            |
| 3                  | Mario Juan Garelli | 64 goles           | 3                       | Jorge Iván Victoria     | 325 partidos            |
| 4                  | Wálter Marcolini   | 58 goles           | 4                       | Roberto Urruti          | 323 partidos            |
| 5                  | Elger Alarcón      | 56 goles           | 5                       | Augusto Vargas          | 281 partidos            |
| 6                  | Onofre Benítez     | 53 goles           | 6                       | Luis Antonio Bolaños    | 266 partidos            |
| 7                  | Darío Campagna     | 47 goles           | 7                       | Justino Sinisterra      | 241 partidos            |
| 8                  | Danny Santoya      | 47 goles           | 8                       | Elicer Duque            | 234 partidos            |
| 9                  | Justino Sinisterra | 46 goles           | 9                       | Nelson Vargas           | 234 partidos            |
| 10                 | Alfonso Tovar      | 46 goles           | 10                      | Alberto Gómez           | 228 partidos            |
| 11                 | Carlos Rodas       | 46 goles           | 11                      | Adolfo Tellez           | 221 partidos            |
| 12                 | Wilson Carpintero  | 45 goles           | 12                      | Carlos Arturo Peláez    | 220 partidos            |
| 13                 | Alfredo Daga       | 42 goles           | 13                      | Franklin Baldovino      | 216 partidos            |
| 14                 | Alberto Cazaubón   | 41 goles           | 14                      | Américo Tissera         | 216 partidos            |

#### Distinciones
| Torneo | Jugador            | Distinción   | Goles |
| ------ | ------------------ | ------------ | ----- |
| 1953   | Mario Juan Garelli | Botín de Oro | 20    |
| 1956   | Jaime Gutiérrez    | Botín de Oro | 21    |
| 2008   | Iván Velásquez*    | Botín de Oro | 13    |
| 2017-I | Gustavo Torres*    | Goleador     | 10    |
| 2020   | Diber Cambindo     | Goleador     | 12    |

Nota: * Botín compartido con otro jugador.

### Cuerpo técnico

#### Entrenadores campeones
| #  | Entrenador              | Títulos          | Año    |
| -- | ----------------------- | ---------------- | ------ |
| 1. | José Francisco Lombardo | Primera División | 1956   |
| 2. | Eduardo Lara            | Segunda División | 2001   |
| 3. | Oscar Héctor Quintabani | Segunda División | 2021-I |

#### Listado de entrenadores
| Entrenador                 | Periodo   | PJ  |
| Fernando Castro            | 2010-2012 | 131 |
| Eduardo Cruz Rodríguez     | 2013      | 21  |
| César Torres (e)           | 2013      | 7   |
| Arturo Boyacá              | 2013      | 13  |
| César Torres (e)           | 2013      | 7   |
| Miguel Augusto Prince      | 2014-2015 | 105 |
| José Eugenio Hernández     | 2016      | 38  |
| Alberto Suárez             | 2017-2019 | 136 |
| Oscar Héctor Quintabani    | 2020-2023 | 131 |
| Rubén Darío Hernández      | 2024      | 35  |
| Carlos Eduardo Ramírez (e) | 2024      | 11  |
| Carlos Eduardo Velasco     | 2025      |     |

## Palmarés

### Torneos nacionales (6)
| Competición                         | Títulos       | Subcampeonatos |
| ----------------------------------- | ------------- | -------------- |
| Categoría Primera A (1/2)           | 1956.         | 1953, 1954.    |
| Categoría Primera B (2/1)           | 2001, 2021-I. | 2014.          |
| Torneo Finalización Primera B (1/0) | 2014.         |                |
| Torneo de Chicos Dimayor (2/1)      | 1972, 1973.   | 1974.          |
| Torneo Apertura Primera B (0/1)     |               | 2022.          |

- Ganador del Grupo B del Finalización 1976
- Ganador del Grupo A del Finalización 1981.
- Ganador del Triangular "Grupo 4° Puesto" del Apertura 1988

### Torneos amistosos
- Copa Ministerio de la Defensa (Venezuela) (1): 1952.[147]
- Copa Gobernación de Antioquia (Medellín) (1): 1953.[148]
- Copa Cicrodeportes (Bogotá) (1): 1956.[149]
- Copa Ciudad de Popayán (1): 2006.[150]
- Copa Ciudad de Florida (1): 2008.
- Copa del Sol (Cartago) (1): 2010.[151]

## Hinchada
La Artillería Verde Sur, fundada en 2001, es la barra principal del equipo. Nació de la unión de aficionados provenientes de Montenegro y de diversos barrios de la ciudad de Armenia, y con el tiempo se extendió a otros municipios del departamento. En los partidos como local, sus integrantes se ubican en la tribuna norte del Estadio Centenario. Su punto de encuentro habitual es el Parque Cafetero, donde se llevan a cabo las reuniones de sus miembros.

## Rivalidades

### Clásico Cafetero
Al estar ubicado el departamento del Quindío en la antigua región del Viejo Caldas se considera como sus clásicos rivales los otros dos equipos de esta zona del país: Once Caldas y Deportivo Pereira. Desde 1951 el duelo regional lo enfrentó con clubes antecesores del actual Once Caldas: Once Deportivo, Deportes Caldas, Deportivo Manizales y Atlético Manizales. Además con el Deportivo Pereira también se vivieron los clásicos cafeteros a partir de 1951. La discusión es entre cuáles de los tres hay más rivalidad o más importancia para considerarlo el verdadero clásico.